# Cohors I Augusta Praetoria Lusitanorum

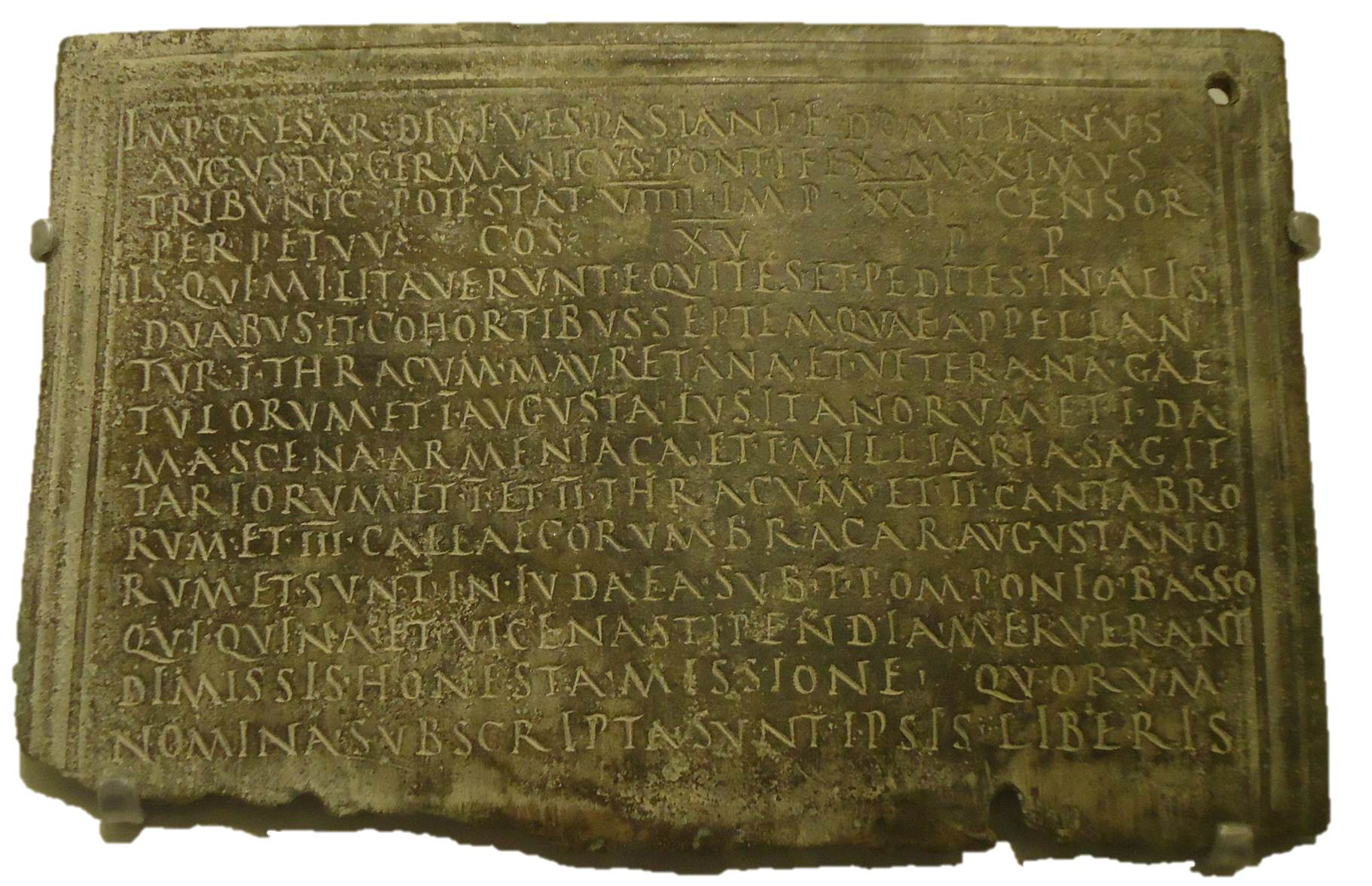
Das Militärdiplom des Jahres 90

Die Cohors I Augusta Praetoria Lusitanorum [equitata] (deutsch 1. Kohorte die Augusteische Praetoria der Lusitaner [teilberitten]) war eine römische Auxiliareinheit. Sie ist durch Militärdiplome, Inschriften und Papyri belegt. In dem Militärdiplom von 179 und Inschriften wird sie als Cohors I Lusitanorum bezeichnet, in allen anderen Militärdiplomen als Cohors I Augusta Lusitanorum.

## Namensbestandteile
- Cohors: Die Kohorte war eine Infanterieeinheit der Auxiliartruppen in der römischen Armee.

- I: Die römische Zahl steht für die Ordnungszahl die erste (lateinisch prima). Daher wird der Name dieser Militäreinheit als Cohors prima .. ausgesprochen.

- Augusta: die Augusteische. Die Ehrenbezeichnung bezieht sich auf Augustus.

- Praetoria: Die Bezeichnung leitet sich vom Praetorium ab, dem Hauptquartier eines Feldherrn.[A 1] Der Zusatz kommt in zwei Inschriften[1] und in zwei Papyri[2][3] vor.

- Lusitanorum: der Lusitaner. Die Soldaten der Kohorte wurden bei Aufstellung der Einheit entweder aus dem Volksstamm der Lusitaner oder aus den Volksstämmen auf dem Gebiet der römischen Provinz Lusitania rekrutiert.[4]

- equitata: teilberitten. Die Einheit war ein gemischter Verband aus Infanterie und Kavallerie. Der Zusatz kommt in zwei Inschriften[5] und in einem Papyrus[2] vor.

Da es keine Hinweise auf den Namenszusatz milliaria (1000 Mann) gibt, war die Einheit eine Cohors quingenaria equitata. Die Sollstärke der Kohorte lag bei 600 Mann (480 Mann Infanterie und 120 Reiter), bestehend aus 6 Centurien Infanterie mit jeweils 80 Mann sowie 4 Turmae Kavallerie mit jeweils 30 Reitern.

## Geschichte
Die Kohorte war in den Provinzen Iudaea und Aegyptus (in dieser Reihenfolge) stationiert. Sie ist auf Militärdiplomen für die Jahre 86 bis 179 n. Chr. aufgeführt.
Der erste Nachweis der Einheit in Iudaea beruht auf einem Diplom, das auf 86 datiert ist. In dem Diplom wird die Kohorte als Teil der Truppen (siehe Römische Streitkräfte in Iudaea) aufgeführt, die in der Provinz stationiert waren. Weitere Diplome, die auf 87 bis 90 datiert sind, belegen die Einheit in derselben Provinz.
Der erste Nachweis der Einheit in Aegyptus beruht auf einem Diplom, das auf 105 datiert ist. In dem Diplom wird die Kohorte als Teil der Truppen (siehe Römische Streitkräfte in Aegyptus) aufgeführt, die in der Provinz stationiert waren. Weitere Diplome, die auf 157/161 bis 179 datiert sind, belegen die Einheit in derselben Provinz.
Letztmals erwähnt wird die Einheit in der Notitia dignitatum mit der Bezeichnung Cohors prima Lusitanorum für den Standort Theraco. Sie war Teil der Truppen, die dem Oberkommando des Dux Thebaidos unterstanden.

## Standorte
Standorte der Kohorte in Aegyptus waren möglicherweise:
| - Contrapollonospolis: die Einheit war am 8. Juli 131 und am 31. August 156 hier stationiert, wie aus einem Papyrus hervorgeht. Durch eine Inschrift ist sie auch in der Regierungszeit von Commodus (180–192) hier belegt. - Hieraconpolis (Manfalut): eine Inschrift wurde hier gefunden. | - Syene: die Einheit war vermutlich von 105 bis 131 hier stationiert. - Talmis (Kalabscha): eine Inschrift, die auf den 29. März 111 datiert ist, wurde in der Nähe von Talmis bei Abisko gefunden. Darüber hinaus wurden in der Umgebung von Talmis weitere Inschriften gefunden. - Theraco: Die Einheit wird in der Notitia dignitatum für diesen Standort aufgeführt. |

## Angehörige der Kohorte
Folgende Angehörige der Kohorte sind bekannt:

### Kommandeure
| - [] Rufinus, ein Präfekt (RIB 1288). Er war auch Präfekt der Cohors I Breucorum und der Cohors I Fida Vardullorum. - [Ruti]lius Pud[ens] Cris[pin]us, ein Präfekt (AE 1929, 158) - Cassius Bassus, ein Präfekt (IDakke 00100) - Λουκιος Λοκ(κ)ει(ο)ς Κεριαλις (L. Lucceius Cerialis), ein επαρχος (SB 3919) | - M(arcus) Iulius Silvanus, ein Präfekt (BGU 696) - Κοίντος Ἄλλιος Πουδεντίλλος (Quintus Allius Pudentillus), ein Präfekt - Valerius Fe[stus], ein Präfekt (IGRR 1.1275) |

### Sonstige
| - [?], ein Reiter (Lesquier 26) - Αβιεκαισα, ein Centurio (SB 4564) - Flavus, ein Centurio - Γαιος Ιουλιος Γερμανος (G. Iulius Germanus), ein στρατης (SB 4608) - Ιουλιανος (Iulianus), ein Centurio (SB 4608) - Κρισπινος (Crispinus) (AE 1903.223) | - Μάρκος Ἀντώνιος Πάστω[ρ] (Marcus Antonius Pastor), ein Veteran - Ουαλεριος Απολιναρειος (Valerius Apolinarius), ein στρατιωτης (Soldat) (SB 4566) - [Pom]peius, ein Decurio (Lesquier 26) - Σερηνος (Serenus), ein Centurio (AE 1903.229) - T(itus) Flavius Valens, ein Centurio (IDakke 00100) |

### Papyrus BGU 696
In dem Papyrus, der auf den 31. August 156 datiert ist, sind die folgenden Angehörigen der Kohorte aufgeführt:
| - Ammonius, ein Soldat - Anubas Amm[on], ein Soldat - Apollos Herminus, ein Soldat - Artemidor[us], ein Decurio - A. Flavius Vespasianus, ein Decurio - Candidus, ein Centurio - Cronius Barbasatis, ein dromadarius | - Eros E[], ein Soldat - G. Iulius [], ein Soldat - G. Longinus Apollo, ein Soldat - G. Sigillius Val[e]ns, ein Soldat - Gaianus, ein Centurio - Gan[], ein Centurio - Heraclammon Q[], ein Soldat | - Herculanus, ein Centurio - Hermacis Apynchis, ein Reiter - Horatius Herennianus, ein Soldat - Ision Petsireos, ein Reiter - Lappus, ein Centurio - Maevius Margellus, ein Soldat - Marcus, ein Centurio | - Philon Isiognis, ein Soldat - Salvianus, ein Decurio - Sempronianus, ein Centurio - Sextus Sempronius Candidus, ein Centurio - Valerius Tertius, ein Soldat |

Der Papyrus enthält am Anfang einen Bericht über die Mannschaftsstärke (pridianum). Er gibt den Personalbestand der Einheit für den 1. Januar 156 (bzw. den 31. Dezember 155) mit insgesamt 505 Angehörigen an; davon waren 6 Centurionen, 3 Decurionen, 363 Fußsoldaten, 114 Reiter und 19 dromadarii. In dem Dokument sind dann für den weiteren Verlauf des Jahres alle Personalveränderungen, wie Zugänge von Rekruten, Versetzungen von Soldaten aus anderen Einheiten sowie Beförderungen verzeichnet. Die neuen Rekruten (tirones probati voluntari) waren zuvor durch den Statthalter Ägyptens, Marcus Sempronius Liberalis, gemustert worden. In dem Dokument ist tagesgenau festgehalten, welchen Centurien und Turmae die einzelnen Soldaten zugeteilt wurden.

### Papyrus PSI IX 1063
In dem Papyrus, der auf den 3. September 117 datiert ist, sind sechs Signiferi (sowie die zugehörigen Centurionen, in deren Centurie sie dienten) aufgeführt:
| - []rianus (Centurie des Agrius) - [] Maximus (Centurie des Celer) | - Domitius Rufus (Centurie des Ta[]) - Longinus Longus (Centurie des Tituleius) | - Longinus Tituleius, ein Centurio - Quintus Herennius (Centurie des Longianus) | - Valerius Rufus (Centurie des Crescens) |

Der Papyrus stellt eine Sammelquittung dar, auf der die sechs Signiferi, die als Kassenverwalter ihrer jeweiligen Centurie dienen, einem Centurio der Kohorte namens Longinus Tituleius den Empfang von Geld bestätigen. Dabei dürfte es sich um den Rest des Reisegeldes (viaticum) der Rekruten gehandelt haben, das jetzt durch die Signiferi auf die persönlichen Konten der neuen Soldaten bei der Kasse der Einheit als depositum eingezahlt werden soll. Insgesamt werden 126 neue Soldaten in die Kohorte aufgenommen, die in unterschiedlicher Zahl auf die einzelnen Centurien verteilt werden. Der Anlass für die ungewöhnlich hohe Anzahl an neuen Rekruten, die auf einmal in die Einheit aufgenommen wurden, dürfte in den erheblichen Verlusten liegen, die die Kohorte vermutlich während des Diasporaaufstands um 115/117 erlitten hatte.